# Ptolemeu V Epífanes
Ptolemeu V Epífanes Eucarist (grec antic: Πτολεμαῖος Ἐπιφανής Εὐχάριστος - 210 aC-180 aC) va ser rei d'Egipte (204 aC-180 aC).

## Joventut
Era fill i successor de Ptolemeu IV Filopàtor. A la mort del seu pare tenia uns 5 anys, i el ministre Agàtocles i el seu cercle de col·laboradors van amagar la notícia per tenir temps d'apoderar-se del tresor reial, i van conspirar per col·locar al mateix Agàtocles al tron; finalment, però, van decidir, gràcies a la col·laboració de Sosibi, tutor del jove Ptolemeu Epífanes, de col·locar-lo al tron el 204 aC, però sota la tutela d'Agatoclea, l'amistançada del rei difunt.
Aviat els macedonis i egipcis d'Alexandria es van revoltar sota la direcció de Tlepòlem (que fins llavors havia estat absent d'Alexandria com a general comandant de les forces a Pelúsion); els rebels van rodejar el palau reial una nit, fins que hi van entrar. Agàtocles i Agatoclea van implorar per les seves vides però en debades. Agàtocles va morir a mans dels seus propis companys per evitar-li una mort més cruel; i Agatoclea, junt amb les seves germanes i la mare, es van refugiar a un temple on van ser mortes per les turbes. Tots els que havien tingut alguna part en la mort d'Arsinoe Eurídice van ser executats.
Inicialment va ser Sosibi II qui es va fer amb la custòdia del jove rei i el segell reial, però ràpidament la va haver d'entregar a Tlepòlem que va assolir la direcció del govern. El ministre era popular com a soldat però era poc adequat a la feina administrativa, i el país aviat va caure en el desordre.

## Guerra de Síria
Cap a l'any 204 aC el selèucida Antíoc III el Gran va fer un acord secret amb Filip V de Macedònia per repartir-se el regne d'Egipte (les possessions gregues, les illes i Cirene per Macedònia, i la resta pels selèucides). L'acord va començar a fer-se efectiu al 202 aC quan les ciutats gregues sota influència egípcia van començar a declarar-se independents amb ajut de Macedònia i dels selèucides, posant-se sota protecció dels regnes veïns. Les ciutats de Tràcia (Lisimaquea, Calcedònia, Cios, Tasos, i altres) van passar a Macedònia (el rei de Macedònia va cedir Cios a Bitínia) i les de Jònia (com Efes) al regne Selèucida. El 201 aC els selèucides van envair Celesíria i va arribar fàcilment fins a Gaza on van trobar resistència. Una flota egípcia fondejada a Samos va caure en mans dels macedonis, que van haver de combatre seguidament a la flota de Pèrgam que s'havia aliat a Egipte; la batalla es va lliurar en aigües de Quios i fou de resultat incert; la flota dels rodis (també aliats d'Egipte, junt amb Quios, Cízic i Bizanci) fou derrotada enfront de Milet però es va poder retirar cap al sud i reorganitzar, i els macedonis van desembarcar a Milet i van avançar cap a Pèrgam que no van poder ocupar; els macedonis van anar a passar l'hivern a Cària.
L'any 200 aC l'etoli Escopes, al servei d'Egipte, va envair la Celesíria i la va recuperar, però en el contraatac selèucida Escopes va ser derrotat a Panion, i va quedar assetjat a Sidó. Pèrgam i Rodes van dirigir-se al Senat Romà demanant ajut; el Senat va dubtar, però finalment va decidir enviar un cos expedicionari dirigit per Sulpici Galba Màxim (que era cònsol amb el seu col·lega Aureli Cota), que va operar bàsicament a Grècia contra Macedònia. El jove rei d'Egipte va ser posat sota la protecció del senat romà per mitjà d'una ambaixada. L'ambaixador Lèpid va ser segurament el guardià de Ptolemeu.
El 199 aC Escopes va capitular Sidó i quasi tota la Celesíria amb Fenícia va retornar a mans dels selèucides. Jerusalem es va sotmetre. Va amenaçar el mateix Egipte, però els egipcis eren ara també aliats de Roma, i els romans van enviar una ambaixada a Antíoc que va haver de prometre no atacar el país però va veure confirmada per Roma la seva possessió de Celesíria, i en els mesos següents Antíoc es va assegurar el domini complet de la regió (198 aC). Tot seguit va atacar a Pèrgam, però aquest regne va demanar ajut a Roma, que va enviar una ambaixada, i Antíoc va haver de renunciar a l'atac i retirar les tropes. El 197 aC les possessions que Egipte encara conservava a l'Àsia Menor (la costa de Lícia i de Pamfília, Samos i algunes illes) van passar a mans dels selèucides. Algunes ciutats gregues (Esmirna i Làmpsac), es van declarar lliures acollint-se a la declaració romana que restaurava la independència i llibertat de totes les ciutats gregues després de la batalla de Cinoscèfales. Antíoc es va establir a Efes i va atacar les dues ciutats gregues, que va ocupar. Esmirna va demanar ajut a Roma, i Làmpsac a Pèrgam (196 aC). Antíoc va ocupar també Sestos i va reconstruir Lisimaquea, i Roma el va convidar a evacuar Tràcia i retornar a l'Àsia Menor. Antíoc no va acceptar i va sotmetre la qüestió de Làmpsac i Esmirna a l'arbitratge de Rodes. Un acord amb Egipte va establir que Cleòpatra, filla d'Antíoc III es casaria amb Ptolemeu V d'Egipte, enllaç es va fer el 193 aC, i el dot aportat serien els territoris egipcis conquerits pels selèucides. Així Lícia i Pamfília van quedar en mans selèucides, després d'un acord d'Antíoc amb Roma, ja que aquest va al·legar que no eren conquestes sinó una dot.

## Govern d'Aristòmenes
En aquesta època ja havia agafat les regnes del poder el ministre Aristòmenes d'Acarnània, un dignatari capacitat que va rebaixar les taxes, va restaurar l'ordre, i va aixecar l'economia
El 197 aC els egipcis rebels a Letòpolis i el Baix Egipte van ser derrotats després d'un llarg setge, i dirigits pel faraó rebel Ankhmakis es van retirar cap a Tebes i l'Alt Egipte. Un intent de revolta del general Escopas a Alexandria, va ser descobert i el general va morir immediatament, executat. Davant tots aquests fets els guardians del rei van decidir declarar-lo major d'edat (anaklaitera 26 de novembre del 197) i el decret es va conservar a la famosa pedra de Rosetta (27 de març de 196 aC).
El 193 aC l'enllaç amb Cleòpatra es va fer efectiu a Ràfia i la nova reina va convèncer el seu marit de mantenir l'aliança romana i no aliar-se amb el seu pare. En esclatar la guerra Ptolemeu va enviar al senat romà uns diners i l'oferta d'ajut però les dues coses van ser rebutjades (191 aC). L'any 190 aC va enviar una ambaixada a Roma a felicitar a la república per la seva victòria. Però la pau d'Apamea no li va aportar cap guany i els selèucides van retenir Celesíria-Fenícia.

## Govern de Polícrates
Encara que Ptolemeu havia assolit directament el govern, el ministre Aristòmenes es va continuar ocupant dels afers corrents i la seva administració era popular. Finalment el ministre va ser tant popular que el rei el va obligar a suïcidar-se. Llavors el seu amic Polícrates d'Alexandria, que l'acompanyava en les festes luxurioses, i era probablement el seu amant, va gaudir tot seguit de la influència principal al govern, i va portar els afers militars de fet d'amagat del rei.
L'any 186 aC Polícrates va enviar el general Caunos, qui va acabar amb la revolta egípcia i el seu líder Ankhmakis, fet presoner, va morir executat per ordre del rei.

## Assassinat del rei
Avançat el seu regne va reunir un exèrcit mercenari amb el qual esperava recuperar Celesíria però desconeixent les seves intencions reals, alguns dels seus amics el van enverinar després de quasi 25 anys de regnat en una data entre el 20 de febrer i el 6 d'octubre del 180. El va succeir el seu fill Ptolemeu VI Filomètor.